# Đội tuyển bóng đá bãi biển quốc gia Na Uy
Đội tuyển bóng đá bãi biển quốc gia Na Uy đại diện Na Uy tham dự các giải thi đấu bóng đá bãi biển quốc tế và được điều hành bởi NFF, cơ quan quản lý bóng đá ở Na Uy.

## Đội hình hiện tại
Chính xác tính đến tháng 7 năm 2012:
Ghi chú: Quốc kỳ chỉ đội tuyển quốc gia được xác định rõ trong điều lệ tư cách FIFA. Các cầu thủ có thể giữ hơn một quốc tịch ngoài FIFA.
| Số | VT | Quốc gia | Cầu thủ                    |
| -- | -- | -------- | -------------------------- |
| 1  | TM |          | Karl Fredrik Kalle Røsland |
| 3  | TĐ |          | Bjorn Totland              |
| 6  | HV |          | Tom-Rune Sorensen          |
| 7  | TV |          | Pak Ling Li                |

| Số | VT | Quốc gia | Cầu thủ              |
| -- | -- | -------- | -------------------- |
| 9  | TV |          | Henrik Salveson      |
| 10 | TĐ |          | Endre Hansen         |
| 14 | TĐ |          | Jorn Jacobsen        |
| 16 | TM |          | Arnfinn Rekdal       |
| 12 | TM |          | Khalid "Hulk" Hacham |

Huấn luyện viên: Rune Kandal

## Tham gia
- ESBL Preliminary Event, Athens, Hi Lạp: 2007
- Challenge Cup, Netanya, Israel: 2008
- BSWW Euro League Stage 2, Tignes (French Alps), Pháp: 2008